# Juan Carlos Paz
Juan Carlos Paz (nacido en Buenos Aires, 5 de agosto de 1897 – Buenos Aires, 25 de agosto de 1972) fue un músico, compositor, crítico de arte y difusor de la música del siglo XX.
Se autodefinió como “compositor, crítico, ensayista y guía de composición”, pero también se desempeñó como pianista, organizador y difusor de la música del siglo XX. En 1929 fue uno de los fundadores del Grupo Renovación, el cual se sitúa en Buenos Aires. 
En 1934 introdujo la técnica dodecafónica en América Latina y en 1937 fundó los conciertos de la Nueva Música,  convertidos en Agrupación Nueva Música.
Se desempeñó además, como autor de obras para piano, de cámara y de orquesta, entre las que se incluyen Música, Dédalus, Continuidad y Núcleos. Fue también autor de varias partituras para algunas películas. 
Asimismo, escribió numerosos artículos de crítica de arte y divulgación, además de sus memorias tituladas Alturas, tensiones, ataques, intensidades.
Se considera que Juan Carlos Paz encarna el espíritu más cuestionador y polémico de la música argentina.
Escribió tres libros de consulta:
- Introducción a la música de nuestro tiempo
- Arnold Schöenberg o el fin de la era tonal
- La música en los Estados Unidos.

## Obras
| Año     | Opus    | Obra | Tipo de obra                    |
| ------- | ------- | --- | ------------------------------- |
| 1921    |         | Coral, e, para piano.                                                                                            | Música solista (piano)          |
| 1922    |         | Tres piezas líricas, para piano.                                                                                 | Música solista (piano)          |
| 1923    |         | Fantasía y fuga, b, para piano.                                                                                  | Música solista (piano)          |
| 1923    |         | Fantasía, para piano.                                                                                            | Música solista (piano)          |
| 1923    |         | Preludio, coral y fuga, para piano.                                                                              | Música solista (piano)          |
| 1923    |         | Sonata para piano n.º 1.                                                                                         | Música solista (piano)          |
| 1924/25 |         | Cuatro fugas sobre un tema, para piano.                                                                          | Música solista (piano)          |
| 1925    |         | Sonata para piano n.º 2.                                                                                         | Música solista (piano)          |
| 1925    |         | Coral, F, para piano.                                                                                            | Música solista (piano)          |
| 1925/26 |         | Dos leyendas, para piano.                                                                                        | Música solista (piano)          |
| 1926    |         | Tres comentarios líricos a 'El cartero del rey', para piano (arr. ensemble, 1942).                               | Música solista (piano)          |
| 1927    |         | Canto de Navidad (orquestada en 1930), para orquesta.                                                            | Música orquestal                |
| 1927/29 |         | Seis baladas, para piano.                                                                                        | Música solista (piano)          |
| 1928    |         | Tema con transformaciones, para piano.                                                                           | Música solista (piano)          |
| 1929    |         | Tema y transformaciones, flauta, oboe, 2 clarinete, b clarinete, 2 fagotes, 2 cornos y 2 trompetas.              | Música instrumental (conjunto)  |
| 1929    |         | Abel (Manuel Machado), para voz y piano.                                                                         | Música vocal (piano)            |
| 1930    |         | Octeto, fl, oboe, 2 fg, 2 cor, 2 trompetas.                                                                      | Música instrumental (conjunto)  |
| 1930    |         | Movimiento sinfónico, para orquesta.                                                                             | Música orquestal                |
| 1930    |         | Sonatina n.º 1, para clarinete y piano.                                                                          | Música instrumental (dúo)       |
| 1931    |         | Música para la obra teatral Juliano Emperador (H. Ibsen).                                                        | Música incidental (teatro)      |
| 1931    |         | Tres piezas, para orquesta.                                                                                      | Música orquestal                |
| 1931    |         | Sonata para violín y piano.                                                                                      | Música instrumental (dúo)       |
| 1932    |         | Tres invenciones a 2 voces, para piano.                                                                          | Música solista (piano)          |
| 1932    | Opus 22 | Tres movimientos de jazz [1: De profundis, 2: Spleen, 3: Paseo por el bosque], para piano.                       | Música solista (piano)          |
| 1932    |         | Concierto n.º 1, para vientos y piano.                                                                           | Música orquestal                |
| 1932    |         | Sonatina n.º 2, para fl y clarinete                                                                              | Música instrumental (dúo)       |
| 1933    |         | Sonatina para piano n.º 3.                                                                                       | Música solista (piano)          |
| 1934    |         | Primera composición dodecafónica, para fl, corno inglés, vc                                                      | Música instrumental (trío)      |
| 1934/35 | Opus 29 | Segunda composición dodecafónica [1: Allegro, 2: Andante con transformaciones, 3: Animato], para piano y flauta. | Música instrumental (dúo)       |
| 1935    |         | Sonata para piano n.º 3.                                                                                         | Música solista (piano)          |
| 1935    |         | Concierto n.º 2, para oboe, fg, 2 cor, trpt, piano.                                                              | Música orquestal (concertante)  |
| 1936    |         | Cuatro piezas, para clarinete                                                                                    | Música solista (clarinete)      |
| 1936    |         | Obertura, para quinteto de vientos, cor, trompeta, trombón, trío de cuerdas, db                                  | Música instrumental (conjunto)  |
| 1936    |         | Diez piezas sobre una serie dodecafónica, para piano.                                                            | Música solista (piano)          |
| 1936    | Opus 28 | Passacaglia (2ª versión 1952-1953), para orquesta.                                                               | Música orquestal                |
| 1936/37 |         | Canciones y baladas, para piano.                                                                                 | Música solista (piano)          |
| 1937    |         | Cinco piezas de carácter, para piano.                                                                            | Música solista (piano)          |
| 1937    |         | Primera composición en trío, flauta, cl, fg                                                                      | Música instrumental (trío)      |
| 1937    | Opus 32 | Tercera composición dodecafónica, para clarinete y piano.                                                        | Música instrumental (dúo)       |
| 1938    |         | Cuarta composición dodecafónica, para violín.                                                                    | Música solista (violín)         |
| 1938    |         | Cuarteto de cuerda n.º 1                                                                                         | Música de cámara (cuarteto)     |
| 1938    |         | Segunda composición en trío, clarinete, saxo alto y trompeta.                                                    | Música instrumental (trío)      |
| 1940    |         | Música para orquesta: Preludio y fuga.                                                                           | Música orquestal                |
| 1940    |         | Tercera composición en trío, flauta, oboe, clarinete bajo o fagot (rev. 1945)                                    | Música instrumental (trío)      |
| 1940    |         | Junto al Paraná, para piano.                                                                                     | Música solista (piano)          |
| 1940/43 |         | Cuarteto de cuerda n.º 2                                                                                         | Música de cámara (cuarteto)     |
| 1942    |         | Tres comentarios líricos a 'El cartero del rey', para flauta, oboe, clarinete, piano trío [arr. obra para piano] | Música instrumental (conjunto)  |
| 1943    | Opus 43 | Música para flauta, saxofón y piano [I. Allegro moderato]                                                        | Música instrumental (trío)      |
| 1944    |         | Passacaglia para cuerdas (rev. 1949).                                                                            | Música orquestal (cámara)       |
| 1945/47 |         | Música 1946 para piano.                                                                                          | Música solista (piano)          |
| 1950/51 | Opus 46 | Dédalus 1950 para piano, flauta, clarinete, violín, violonchelo.                                                 | Música instrumental (conjunto)  |
| 1952    |         | Rítmica constante (ostinada), para orquesta.                                                                     | Música orquestal                |
| 1953/54 |         | Continuidad 1953, para percusión                                                                                 | Música instrumental (percusión) |
| 1954    |         | Seis superposiciones, para orquesta.                                                                             | Música orquestal                |
| 1955    |         | Transformaciones canónicas, para orquesta.                                                                       | Música orquestal                |
| 1955    |         | Tres contrapuntos, para cl, trpt, trb, guitarra eléctrica, celesta y vc.                                         | Música instrumental (conjunto)  |
| 1955/56 |         | Música para fagot, cuerdas y batería.                                                                            | Música orquestal (concertante)  |
| 1957    |         | Música para la película La casa del ángel (de Leopoldo Torre Nilsson).                                           | Música incidental (película)    |
| 1958    |         | Música para la película El secuestrador (Leopoldo Torre Nilsson).                                                | Música incidental (película)    |
| 1959    |         | Música para la película La caída.                                                                                | Música incidental (película)    |
| 1959    |         | Música para la película En la ardiente oscuridad.                                                                | Música incidental (película)    |
| 1959    |         | Música para la película Simiente humana.                                                                         | Música incidental (película)    |
| 1960    |         | Música para la película Fin de fiesta.                                                                           | Música incidental (película)    |
| 1960    |         | Continuidad 1960, para orquesta. (1: Constantes, 2: Perspectivas, 3: Homenaje a Edgar Varése)                    | Música orquestal                |
| 1961    |         | Invención, para cuarteto de cuerda.                                                                              | Música de cámara (cuarteto)     |
| 1962/64 |         | Núcleos, para piano.                                                                                             | Música solista (piano)          |
| 1964    |         | Concreción 1964, flauta, clarinete, fg, cor, trompeta, trombón, tuba.                                            | Música instrumental (conjunto)  |
| 1964    |         | Música para piano y orquesta.                                                                                    | Música orquestal (concertante)  |
| 1964    |         | Galaxia 64, órgano.                                                                                              | Música solista (órgano)         |
| 1972    |         | Seis eventos, instrumental abierto.                                                                              | Instrumental abierto            |

## Otros trabajos
Juan Carlos Paz participó como actor en una película de culto, Invasión, la cual fue dirigida por Hugo Santiago y basándose en el guion de Jorge Luis Borges y Adolfo Bioy Casares.